# La meva pàtria

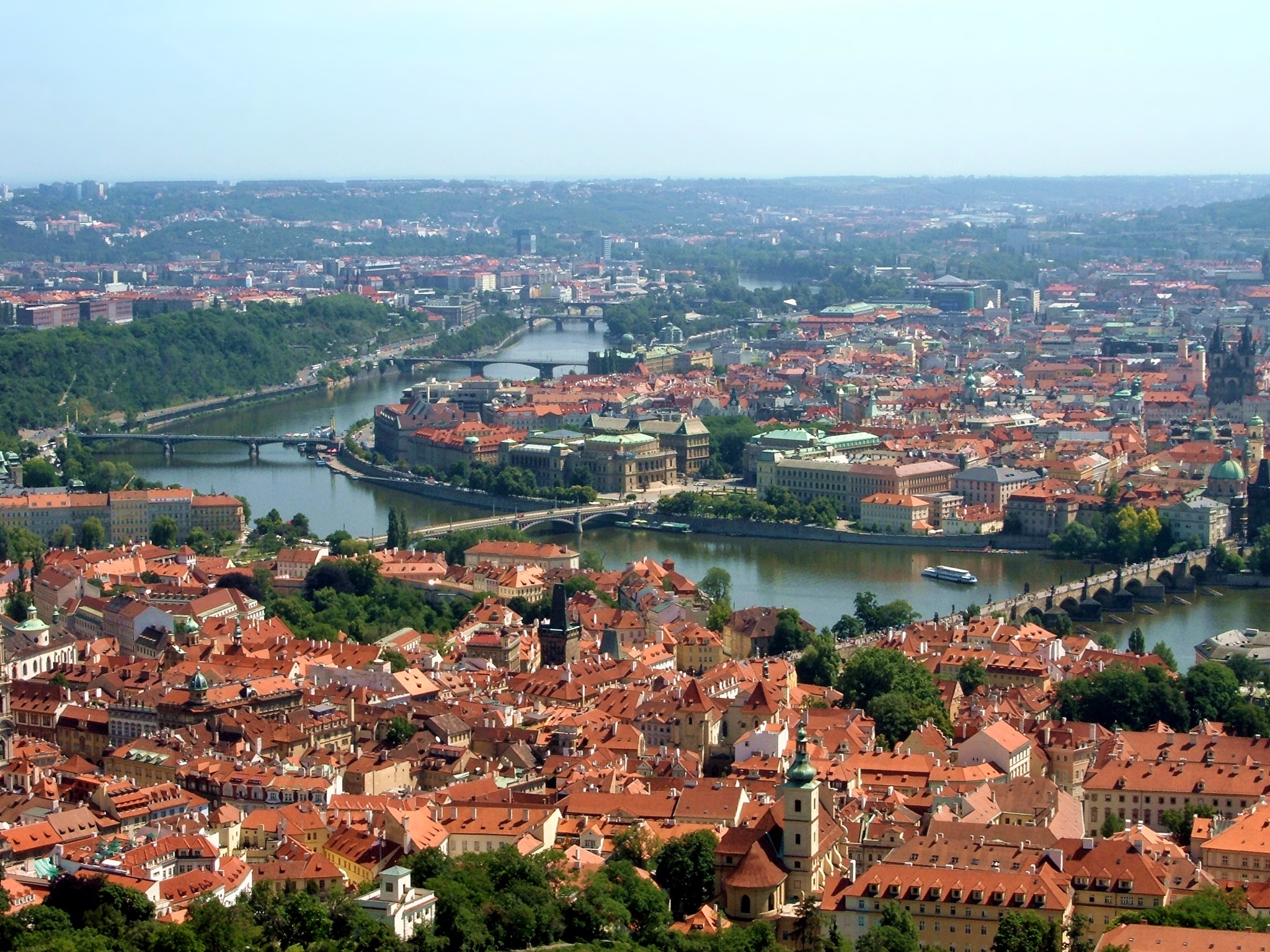
El Vltava al seu pas per Praga

La meva pàtria, en txec Má vlast, és un conjunt de sis poemes simfònics compostos pel compositor txec Bedřich Smetana entre 1874 i 1879. Encara que se sol presentar com una obra completa en sis moviments, les parts que el componen van ser concebudes com a obres individuals i també així solen ser interpretades, especialment el segon poema simfònic, Vltava.
Amb autors com Smetana, el poema simfònic, desenvolupat per Franz Liszt, incorpora l'esperit nacionalista que va ser habitual en la música i en la cultura de finals del segle xix. Cada poema presenta diversos aspectes del paisatge, els costums, la història o les llegendes de Bohèmia.

## Vyšehrad
El va començar a compondre a finals de setembre de 1874 i el va acabar el 18 de novembre del mateix any; l'estrena va ser el 14 de març de 1875. Dura uns 14 minuts.
Smetana ja era completament sord quan va compondre aquesta peça. La música descriu el castell o fortalesa de Vyšehrad, construït en el segle x i que va ser la cort dels antics reis txecs.
L'obra s'inicia amb la música de l'arpa de Lumír, cantant de la cort; després es descriu l'arsenal del castell. En la part següent, Smetana descriu la seva història, acabant amb una marxa. L'arpa sona de nou per evocar la bellesa del castell. Finalment es pot sentir el discórrer del riu Vltava, i el poema acaba tornant a sentir el so de l'arpa de Lumír.

## Vltava
El segon poema simfònic rep el nom del riu Vltava o, en alemany, Moldau. Va ser compost entre el 20 de novembre i el 8 de desembre de 1874, i va ser estrenat el 4 d'abril de 1875. Està en la tonalitat de Mi menor, i la seva durada és d'uns dotze minuts. És l'obra més coneguda de l'autor, i es basa en una adaptació d'un antiga cançó popular.
La composició descriu el curs del riu: el naixement en dos petites fonts, el discórrer a través de boscos i prats, de paisatges on se celebra un casament camperol, o observant com dansen les fades a la llum de la lluna; continua amb els ràpids de Sant Joan i, finalment, descriu l'arribada a Praga quan ja és un riu ample i tranquil, sota la presència del castell de Vysehrad.

## Šárka
Va ser acabat el 20 de febrer de 1875, i deu el títol a la guerrera amazona Šárka, de l'antiga llegenda txeca de la Guerra de les Donzelles. Šárka es lliga a un arbre com a "esquer", fent-se passar per una captiva de les dones rebels. El príncep Ctirad l'allibera, i ella embriaga els companys del príncep amb hidromel, per després persuadir Ctirad, que s'ha enamorat d'ella, que faci sonar la seva banya. En sentir el so de la banya, que era un senyal convingut amb les amazones, aquestes s'apropen al lloc i donen mort a tots els homes.

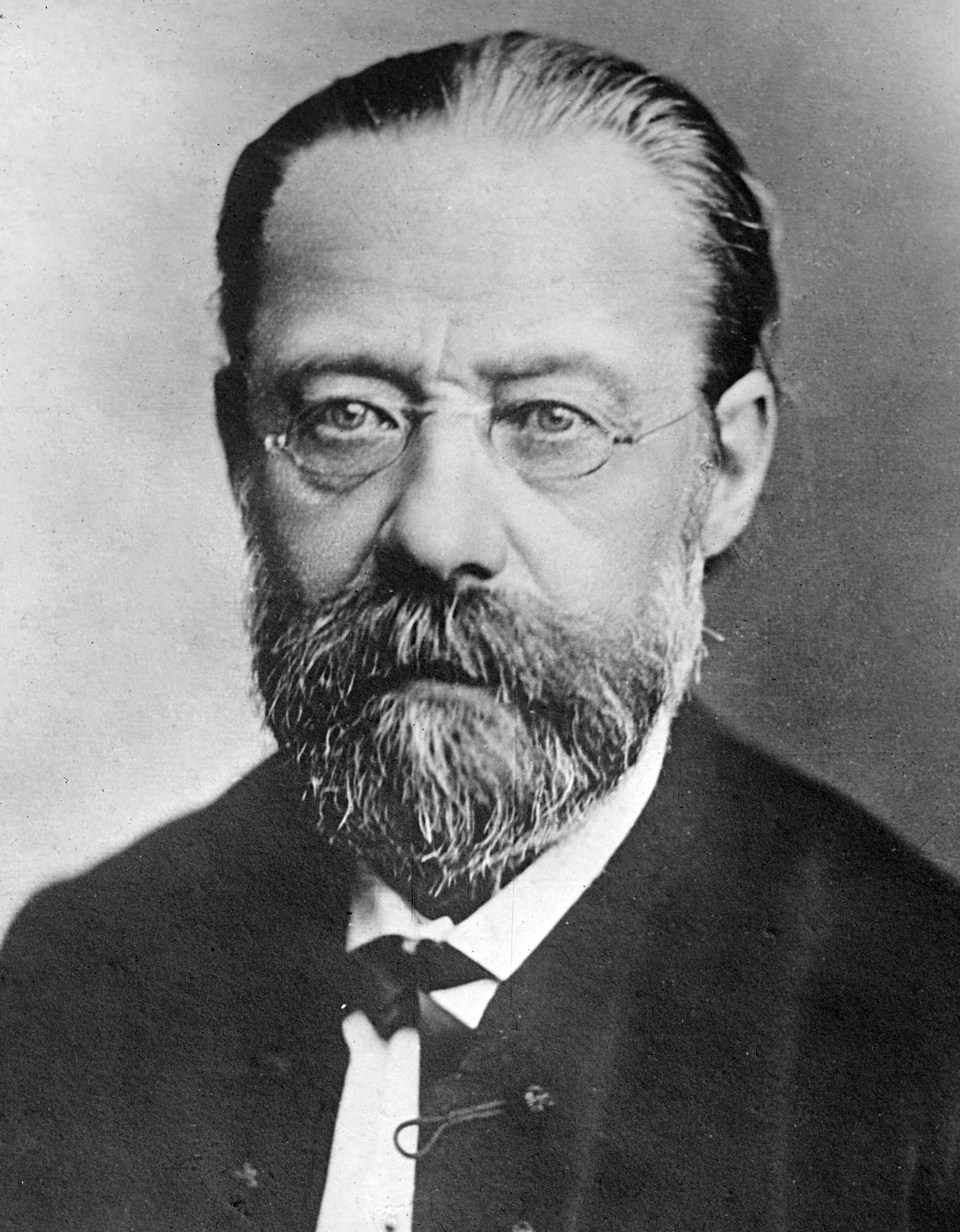
Bedřich Smetana

## Z českých luhů a hájů
Aquest poema simfònic, el títol del qual es pot traduir com "Dels prats i boscos de Bohèmia", va ser acabat per Smetana el 18 d'octubre de 1875, i va ser estrenat el 10 de desembre de 1878. Representa la bellesa dels paisatges rurals de Bohèmia.

## Tábor
El cinquè poema simfònic, acabat el 13 de desembre de 1878 i estrenat el 4 de gener de 1880, rep el seu nom de la ciutat de Tábor, al sud de Bohèmia. La ciutat va ser fundada pels hussites i va ser la seva capital durant les Guerres Hussites.

## Blaník
El poema Blaník va ser acabat el 9 de març de 1879 i va ser estrenat el 4 de gener de 1880. Rep el seu nom de la muntanya Blaník, en l'interior de la qual, segons la llegenda, dorm un impressionant exèrcit de cavallers guiat per Sant Venceslau. Els cavallers despertaran i ajudaran el país en la seu moment més difícil, descrit com un atac de quatre exèrcits des dels quatre punts cardinals.
Musicalment, es pot destacar que Blaník comença de la mateixa manera que Tábor acaba, "martellejant" el tema no resolt en el poema anterior, però donant-li continuïtat, com si es tractés de la seqüela de la batalla. Aquests dos poemes formen, doncs, un parell cohesionat, igual com els dos primers: el tema de Vysehrad retorna triomfal quan el Moldava assoleix la localització del castell, i també, igualment triomfal, al final de Blaník.

## Radio Praga
Durant molts anys, Radio Praga va començar les seves emissions en llengua castellana - molt populars a Catalunya durant el franquisme - amb un fragment del segon poema simfònic (Vltava) de Má vlast.